# Gran Premio di Gran Bretagna 2000
Il Gran Premio di Gran Bretagna 2000 è stato un Gran Premio di Formula 1 disputato il 23 aprile 2000 sul circuito di Silverstone. La corsa fu vinta da David Coulthard su McLaren, davanti al compagno di squadra Mika Häkkinen e a Michael Schumacher su Ferrari.

## Vigilia

### Aspetti tecnici
Durante una sessione di test privati svolta nella settimana prima della gara, Ricardo Zonta subì un violento incidente dovuto alla rottura dei triangoli inferiori della sospensione anteriore della sua BAR. Il pilota brasiliano non riportò conseguenze serie, ma la squadra anglo-americana provvide a sostituire gli elementi originali, in carbonio, con dei nuovi pezzi in acciaio. Per il resto, la McLaren fu tra le squadre più attive: la squadra di Woking portò in pista un nuovo alettone anteriore abbinato a nuovi schermi dietro le ruote anteriori, mentre la Mercedes fornì una versione irrobustita del suo propulsore.

## Prove libere

### Risultati
I tempi migliori della prima sessione di prove libere di venerdì furono i seguenti:
| Pos | No | Pilota                | Costruttore          | Tempo    |
| --- | -- | --------------------- | -------------------- | -------- |
| 1   | 5  | Heinz-Harald Frentzen | Jordan - Mugen Honda | 1'27"683 |
| 2   | 7  | Eddie Irvine          | Jaguar - Cosworth    | 1'28"169 |
| 3   | 2  | David Coulthard       | McLaren - Mercedes   | 1'28"625 |

I tempi migliori della seconda sessione di prove libere di venerdì furono i seguenti:
| Pos | No | Pilota             | Costruttore     | Tempo    |
| --- | -- | ------------------ | --------------- | -------- |
| 1   | 9  | Ralf Schumacher    | Williams - BMW  | 1'30"593 |
| 2   | 15 | Nick Heidfeld      | Prost - Peugeot | 1'32"481 |
| 3   | 4  | Rubens Barrichello | Ferrari         | 1'37"641 |

I tempi migliori delle sessioni di prove libere di sabato mattina furono i seguenti:
| Pos | No | Pilota             | Costruttore        | Tempo    |
| --- | -- | ------------------ | ------------------ | -------- |
| 1   | 1  | Mika Häkkinen      | McLaren - Mercedes | 1'33"132 |
| 2   | 3  | Michael Schumacher | Ferrari            | 1'33"360 |
| 3   | 2  | David Coulthard    | McLaren - Mercedes | 1'33"414 |

## Qualifiche

### Resoconto
Le sessione di qualifica del sabato pomeriggio iniziò con asfalto bagnato, ma senza pioggia. Quasi tutti i piloti ottennero i propri tempi migliori negli ultimi minuti a disposizione, sfruttando il graduale asciugamento della pista. La pole position fu conquistata da Rubens Barrichello, più veloce di appena tre millesimi di secondo rispetto ad Heinz-Harald Frentzen. La seconda fila fu occupata dalle McLaren di Mika Häkkinen e David Coulthard: il pilota finlandese si disse insoddisfatto dell'assetto scelto per la sua monoposto, mentre il suo compagno di squadra fu rallentato dal traffico.
Michael Schumacher, vincitore delle prime tre gare, fece segnare solo il quinto tempo, a conclusione di una sessione tormentata che lo aveva visto cambiare più volte l'assetto della sua Ferrari e perdere l'opportunità di effettuare un ultimo giro cronometrato per appena un decimo di secondo. Alle spalle del pilota tedesco si piazzarono Jenson Button, Ralf Schumacher e Jos Verstappen, quest'ultimo autore della migliore prestazione fino a un minuto dal termine e poi autore di un testacoda.

### Risultati
| Pos | No | Pilota                | Costruttore          | Tempo    | Distacco |
| --- | -- | --------------------- | -------------------- | -------- | -------- |
| 1   | 4  | Rubens Barrichello    | Ferrari              | 1'25"703 |          |
| 2   | 5  | Heinz-Harald Frentzen | Jordan - Mugen Honda | 1'25"706 | +0"003   |
| 3   | 1  | Mika Häkkinen         | McLaren - Mercedes   | 1'25"741 | +0"038   |
| 4   | 2  | David Coulthard       | McLaren - Mercedes   | 1'26"088 | +0"385   |
| 5   | 3  | Michael Schumacher    | Ferrari              | 1'26"161 | +0"458   |
| 6   | 10 | Jenson Button         | Williams - BMW       | 1'26"733 | +1"030   |
| 7   | 9  | Ralf Schumacher       | Williams - BMW       | 1'26"786 | +1"083   |
| 8   | 19 | Jos Verstappen        | Arrows - Supertec    | 1'26"793 | +1"090   |
| 9   | 7  | Eddie Irvine          | Jaguar - Cosworth    | 1'26"818 | +1"115   |
| 10  | 22 | Jacques Villeneuve    | BAR - Honda          | 1'27"025 | +1"322   |
| 11  | 6  | Jarno Trulli          | Jordan - Mugen Honda | 1'27"164 | +1"461   |
| 12  | 11 | Giancarlo Fisichella  | Benetton - Playlife  | 1'27"253 | +1"550   |
| 13  | 16 | Pedro Diniz           | Sauber - Petronas    | 1'27"301 | +1"598   |
| 14  | 8  | Johnny Herbert        | Jaguar - Cosworth    | 1'27"461 | +1"758   |
| 15  | 14 | Jean Alesi            | Prost - Peugeot      | 1'27"559 | +1"856   |
| 16  | 23 | Ricardo Zonta         | BAR - Honda          | 1'27"772 | +2"069   |
| 17  | 15 | Nick Heidfeld         | Prost - Peugeot      | 1'27"806 | +2"103   |
| 18  | 17 | Mika Salo             | Sauber - Petronas    | 1'28"110 | +2"407   |
| 19  | 18 | Pedro de la Rosa      | Arrows - Supertec    | 1'28"135 | +2"432   |
| 20  | 12 | Alexander Wurz        | Benetton - Playlife  | 1'28"205 | +2"502   |
| 21  | 20 | Marc Gené             | Minardi - Fondmetal  | 1'28"253 | +2"550   |
| 22  | 21 | Gastón Mazzacane      | Minardi - Fondmetal  | 1'29"174 | +3"471   |

## Warm-up

### Resoconto
La sessione di warm-up di domenica mattina dovette essere rinviata di un'ora e mezza, dalle otto e mezza alle dieci, per via dell'intensa foschia presente sul circuito, che avrebbe impedito all'eliambulanza di decollare in caso di emergenze.

### Risultati
I tempi migliori fatti segnare nel warm up di domenica mattina furono i seguenti:
| Pos | No | Pilota           | Costruttore        | Tempo    |
| --- | -- | ---------------- | ------------------ | -------- |
| 1   | 2  | David Coulthard  | McLaren - Mercedes | 1'26"800 |
| 2   | 18 | Pedro de la Rosa | Arrows - Supertec  | 1'26"844 |
| 3   | 9  | Ralf Schumacher  | Williams - BMW     | 1'26"905 |

## Gara

### Resoconto
Barrichello scattò bene dalla pole position e mantenne la testa della corsa, seguito da Frentzen. Alle spalle del duo di testa Häkkinen, partito male, fu sorpassato dal compagno di squadra Coulthard e bloccò Michael Schumacher, che scivolò in ottava posizione sopravanzato dalle due Williams e da Villeneuve. Barrichello, con più benzina rispetto agli immediati rivali, controllò gli avversari alle sue spalle: il primo del gruppo di testa a rifornire fu Frentzen, che entrando ai box diede il via libera a Coulthard per attaccare il leader della corsa. Il pilota scozzese riuscì a superare Barrichello al 30º giro, ma dovette fermarsi poche tornate più tardi per il pit stop.
Tuttavia, la corsa di Barrichello terminò poco dopo, al 35º passaggio, a causa di un problema idraulico che lo mandò anche in testacoda. Quando, il giro successivo, Michael Schumacher entrò ai box, le due McLaren passarono tranquillamente al comando della corsa, con Coulthard davanti ad Häkkinen; quest'ultimo era più veloce e avrebbe potuto attaccare il compagno, ma dal muretto fu imposto l'ordine di congelare le posizioni e i due conclusero con queste posizioni.
Schumacher, grazie al pit stop singolo, tagliò il traguardo in terza posizione, precedendo le due Williams del fratello Ralf e di Button. L'ultimo punto disponibile fu conquistato da Jarno Trulli, che sfruttò i ritiri del compagno di squadra Frentzen (quinto prima di avere problemi al cambio) e di Villeneuve.

### Risultati
| Pos      | No | Pilota                | Costruttore          | Giri | Tempo/Ritiro e posizione al ritiro | Partenza | Punti |
| -------- | -- | --------------------- | -------------------- | ---- | ---------------------------------- | -------- | ----- |
| 1        | 2  | David Coulthard       | McLaren - Mercedes   | 60   | 1h28'50"108                        | 4        | 10    |
| 2        | 1  | Mika Häkkinen         | McLaren - Mercedes   | 60   | +1"477                             | 3        | 6     |
| 3        | 3  | Michael Schumacher    | Ferrari              | 60   | +19"917                            | 5        | 4     |
| 4        | 9  | Ralf Schumacher       | Williams - BMW       | 60   | +41"312                            | 7        | 3     |
| 5        | 10 | Jenson Button         | Williams - BMW       | 60   | +57"739                            | 6        | 2     |
| 6        | 6  | Jarno Trulli          | Jordan - Mugen Honda | 60   | +1'19"273                          | 11       | 1     |
| 7        | 11 | Giancarlo Fisichella  | Benetton - Playlife  | 59   | + 1 giro                           | 12       |       |
| 8        | 17 | Mika Salo             | Sauber - Petronas    | 59   | + 1 giro                           | 18       |       |
| 9        | 12 | Alexander Wurz        | Benetton - Playlife  | 59   | + 1 giro                           | 20       |       |
| 10       | 14 | Jean Alesi            | Prost - Peugeot      | 59   | + 1 giro                           | 15       |       |
| 11       | 16 | Pedro Diniz           | Sauber - Petronas    | 59   | + 1 giro                           | 13       |       |
| 12       | 8  | Johnny Herbert        | Jaguar - Cosworth    | 59   | + 1 giro                           | 14       |       |
| 13       | 7  | Eddie Irvine          | Jaguar - Cosworth    | 59   | + 1 giro                           | 9        |       |
| 14       | 20 | Marc Gené             | Minardi - Fondmetal  | 59   | + 1 giro                           | 21       |       |
| 15       | 21 | Gastón Mazzacane      | Minardi - Fondmetal  | 59   | + 1 giro                           | 22       |       |
| 16       | 22 | Jacques Villeneuve    | BAR - Honda          | 56   | Cambio                             | 10       |       |
| 17       | 5  | Heinz-Harald Frentzen | Jordan - Mugen Honda | 54   | Cambio                             | 2        |       |
| Ritirato | 15 | Nick Heidfeld         | Prost - Peugeot      | 51   | Pressione olio (15°)               | 17       |       |
| Ritirato | 23 | Ricardo Zonta         | BAR - Honda          | 36   | Testacoda (11°)                    | 16       |       |
| Ritirato | 4  | Rubens Barrichello    | Ferrari              | 35   | Impianto idraulico (1°)            | 1        |       |
| Ritirato | 18 | Pedro de la Rosa      | Arrows - Supertec    | 25   | Noie elettriche (21°)              | 19       |       |
| Ritirato | 19 | Jos Verstappen        | Arrows - Supertec    | 20   | Noie elettriche (22°)              | 8        |       |

## Classifiche

### Piloti
| Pos. | Pilota                | Punti |
| ---- | --------------------- | ----- |
| 1    | Michael Schumacher    | 34    |
| 2    | David Coulthard       | 14    |
| 3    | Mika Häkkinen         | 12    |
| 4    | Rubens Barrichello    | 9     |
| 4    | Ralf Schumacher       | 9     |
| 6    | Giancarlo Fisichella  | 8     |
| 7    | Jacques Villeneuve    | 5     |
| 8    | Heinz-Harald Frentzen | 4     |
| 8    | Jarno Trulli          | 4     |
| 10   | Jenson Button         | 3     |
| 11   | Mika Salo             | 1     |
| 11   | Ricardo Zonta         | 1     |

### Costruttori
| Pos. | Team                 | Punti |
| ---- | -------------------- | ----- |
| 1    | Ferrari              | 43    |
| 2    | McLaren - Mercedes   | 26    |
| 3    | Williams - BMW       | 12    |
| 4    | Benetton - Playlife  | 8     |
| 4    | Jordan - Mugen Honda | 8     |
| 6    | BAR - Honda          | 6     |
| 7    | Sauber - Petronas    | 1     |